# Gourmand (botanique)
Pour les articles homonymes, voir Gourmand.
 (juin 2017).
Si vous disposez d'ouvrages ou d'articles de référence ou si vous connaissez des sites web de qualité traitant du thème abordé ici, merci de compléter l'article en donnant les références utiles à sa vérifiabilité et en les liant à la section « Notes et références ».

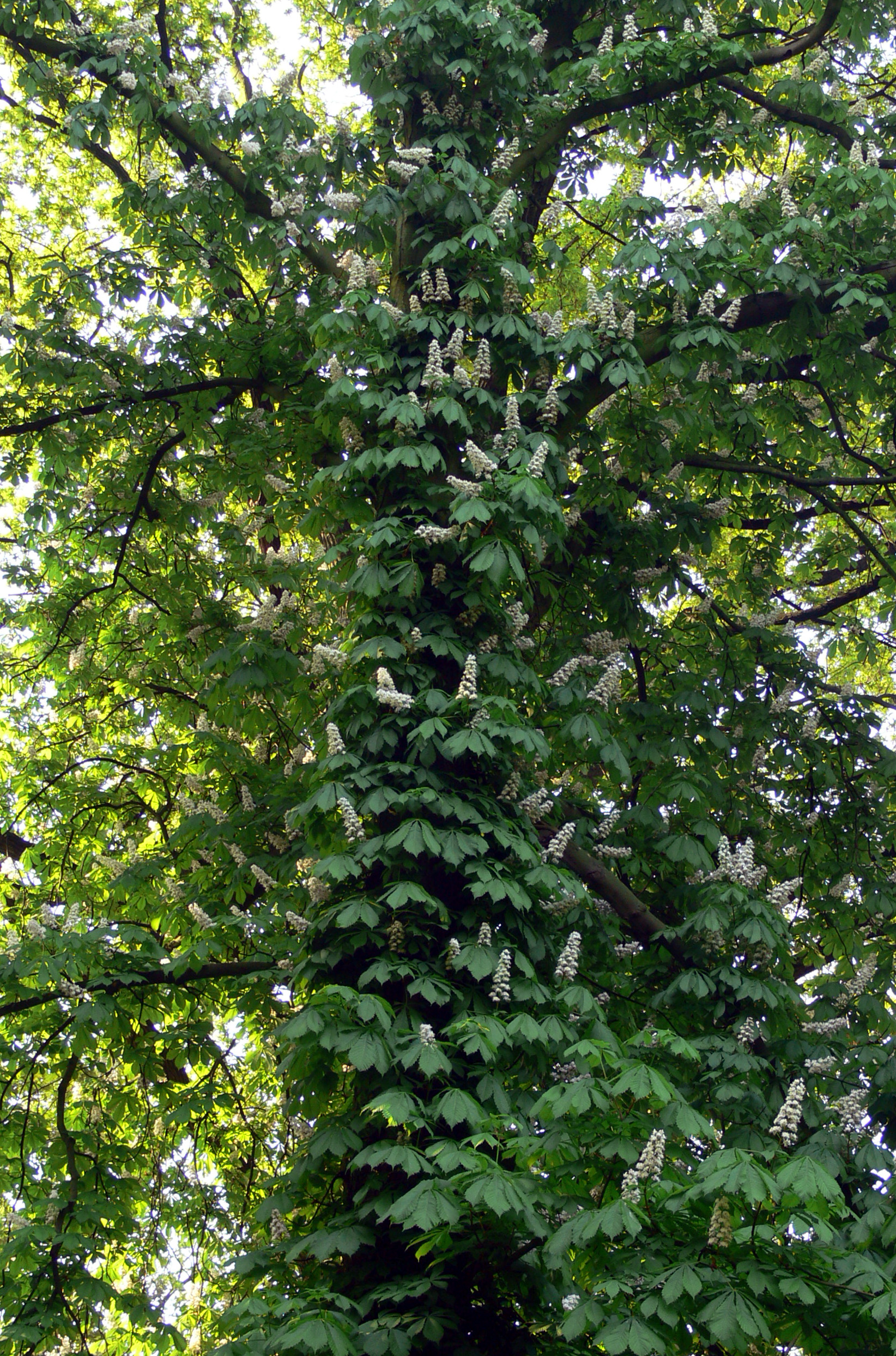
Le tronc de ce marronnier s'est brutalement couvert de rameaux épicormiques (gourmands), qui portent déjà des fleurs, après une exposition à la lumière due un élagage partiel.

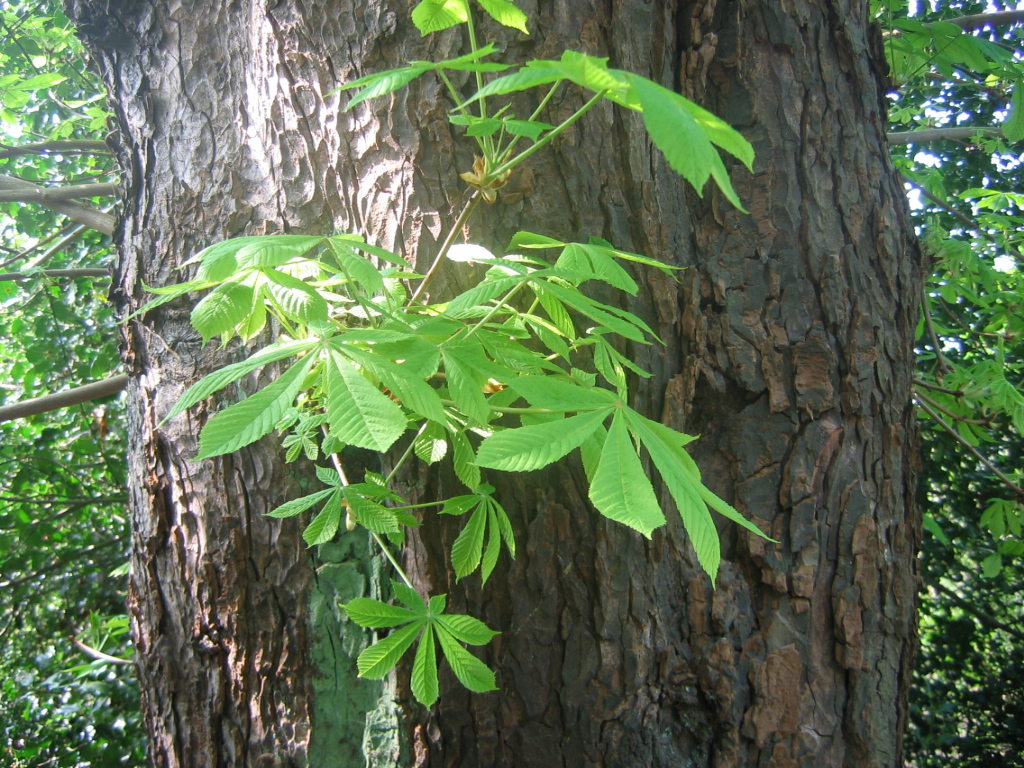
Détail d'un gourmand sur tronc de marronnier.

En botanique, un gourmand (distinct d'un drageon) est un rameau qui se développe à partir d'un œil à bois. Moyen de défense pour la plante ligneuse, il pousse spontanément sur une partie exposée à la lumière, notamment après une phase d'auto-élagage d'un arbre lorsqu'il poussait à l'abri de la canopée, ou sur un tronc émondé. Cette pousse est nommée gourmand parce qu'elle est supposée détourner à son profit les substances nutritives de l’arbre. Le gourmand est en effet à l'origine un terme d'arboriculture fruitière désignant une pousse infertile (non ou peu fructifère) dont le développement « épuise » les branches à fruits (d'où l'origine du terme, qui remonte au début du XVIIIe siècle et dérive directement de l’autre sens de gourmand, « qui aime manger »), les arboriculteurs cherchant à les éliminer au profit des branches fruitières. Ce terme a donc dès le départ une connotation négative, qu'il garde chez les sylviculteurs puisque la grande majorité des défauts du bois dépréciant la qualité des grumes sont attribués aux gourmands.
Les rejets sont comme les gourmands issus de bourgeons proventifs (rameaux épicormiques se développant en position habituelle à l'aisselle d'une feuille, après un temps de latence) ou bourgeons adventifs (se développant en circonstance et position inhabituelles). Les rejets se développent à proximité d'une coupe ou d'une cassure, les gourmands partout ailleurs. La prolifération de termes à la définition pas encore fixée (épicormiques, gourmands, rejets, suppléants, ou en architecture végétale, « réitération retardée ou différée »), employés différemment selon les époques et les milieux (sylviculteur, forestier, arboriculteur, paysagiste), est le reflet de la lente évolution des connaissances.
L'ONF a proposé en 1993 de distinguer le gourmand, pousse épicormique ramifiée comprise entre 5 et 50 cm de longueur, et branche gourmande au-delà de 50 cm.
Les gourmands peuvent diminuer la valeur ou la qualité des billes de pied, mais ils ont un rôle dans la résilience des arbres, notamment après un dépérissement. Les sylviculteurs observent en effet dans ces circonstances un développement important de gourmands orthotropes reproduisant la ramification normale du houppier.
En horticulture, il s'agit par extension d'un rameau qui a pris une taille disproportionnée par rapport à ses voisins.

## Enjeux
Mieux appréhender ce que sont les gourmands et autres structures épicormiques permet de mieux comprendre et prévoir le développement architectural des arbres, pour chaque essence, et certains facteurs déterminants pour les propriétés technologiques du bois. C'est un des moyens de faire en sorte que la sylviculture soit mieux adaptée à chaque essence et contexte.
Dans la plupart des cas la connotation du mot est négative, évoquant un rameau nouveau qui va détourner la sève des branches hautes existantes, d'où l'adage faux : « Plus un arbre se couvre de gourmands, plus il est dépérissant ».
En réalité, l'apparition de gourmand est dans la plupart des cas un phénomène naturel et parfois salvateur pour l'arbre, qui peut grâce à ces gourmands augmenter sa capacité de photosynthèse et donc de croissance. Le gourmand constitue une sorte d'investissement pour l'arbre. En effet, il détourne de la sève au moment de sa pousse mais contribue à ce que l'arbre en produise plus une fois qu'il s'est développé. Il joue de plus un rôle important dans le rétablissement de la circulation hydrique de l'arbre stressé, en particulier quand la masse foliaire de ce dernier est brutalement amputée à la suite d’un traumatisme (tempête, défoliation, infection, incendie, taille…). 
Sa connotation négative est renforcée par le fait qu'il contribue à la perte de la valeur commerciale du bois et qu'il peut perturber le travail des arboriculteurs fruitiers. En forêt, une partie des gourmands disparaîtra par autoélagage quand ils ne seront plus exposés à la pleine lumière.
Face au risque d’interprétations contraires engendrées par ce terme, le mot « suppléant » a été proposé. Il est déjà adopté par les entreprises du paysage mais les forestiers tardent à franchir le pas.

## Origine des gourmands
Les gourmands sont issus du développement d'un bourgeon épicormique stimulé par l'exposition à la pleine lumière ou à la suite de certains stress (taille par exemple).
Dans les plantations sylvicoles, même à densité relativement faible, hormis sur les lisières, les gourmands sont peu nombreux. Leur nombre varie aussi selon l'espèce considérée.
Concernant les jeunes arbres de plantation, une étude publiée en 2008 et portant sur le chêne en plantations artificielles a montré que dans ce contexte (3 plantations à 1 333, 2 667 et 5 333 plants par hectare étudiés après 20 ans), ces variations de densité de plantation avaient une faible importance (seule la parcelle la plus dense présentait un peu moins de gourmands, les deux autres ne présentant pas de différence significative), que 90 % des gourmands étaient âgés d'environ un an (taille moyenne de 6 cm), et que les arbres les moins vigoureux semblaient en développer plus que les autres.
En France, des chercheurs de l'INRA ont utilisé la tomographie à rayons X pour observer l'intérieur de morceaux d'arbres sans avoir à les découper. Cela permet  d'observer l'intégralité des nœuds et autres traces à l'intérieur des billons au droit des branches, gourmands et autres structures épicormiques. Le scanner donne des images 3D virtuelles en recollant les coupes virtuelles faites tous les 1,25 mm. 15 essences différentes ont été ainsi observées pour leurs réseaux de nœuds et de traces de bourgeons latents. Attention, cette technique ne doit pas être utilisée sur des arbres vivants ni sans précautions (cf. nocivité du rayonnement X).

## Chez les fruitiers

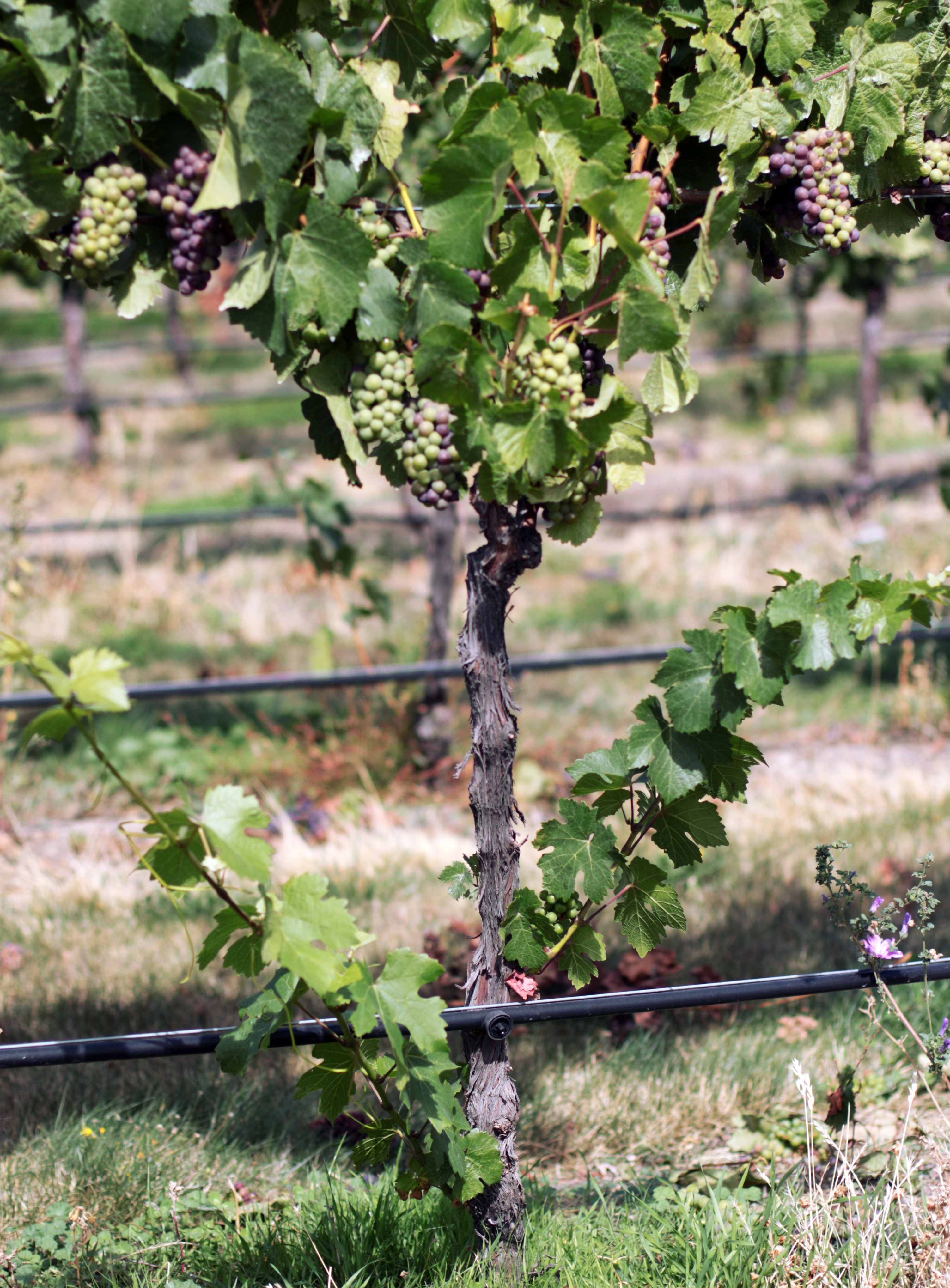
Gourmands de vigne, à la base du cep.

En arboriculture fruitière, les gourmands sont des branches « à bois » (non ou peu fructifères) qu'on cherche à éliminer au profit des branches fruitières. On reconnaît le gourmand à son volume : les yeux près de la base sont très petits et éloignés les uns des autres ; ceux de la partie supérieure, au contraire, sont gros et souvent développés en « faux rameaux ».
Le gourmand naît sur la tige sur le dessus des branches près des coudes, là où la circulation de la sève est ralentie, et présente un assez fort empattement dès sa naissance. Par suite de cette position, il tend à prendre de la force au préjudice des autres branches et à détruire l'équilibre de l'arbre.
On prévient les désordres que les gourmands peuvent occasionner par le pincement, qu'il est quelquefois nécessaire de répéter, afin de maîtriser leur vigueur. On ne doit pas en rencontrer sur les arbres bien exposés à la lumière et bien soignés ; néanmoins l'arboriculteur cherche parfois à en faire naître pour les utiliser à refaire la charpente d'un arbre en partie épuisé ou ayant subi une casse.
Chez les fruitiers, il est plus commun sur le pêcher que sur les autres arbres.
En viticulture, le gourmand est appelé « pampre ».

## Au potager
Une croyance[réf. souhaitée] dit qu'il est recommandé de supprimer les gourmands qui poussent sur les plants de tomate. Dans les faits, cette pratique est à réserver aux maraîchers qui maîtrisent leur production par des séries de plants.